# Datsue-ba

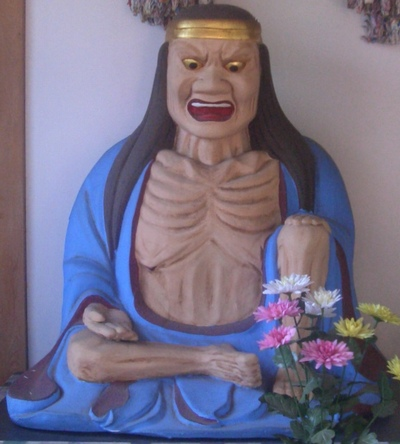
Une statue de Datsue-ba à Kawaguchi, Saitama

Datsue-ba (奪衣婆, littéralement, « la vieille qui déshabille ») est un démon à l'allure de vieille femme se tenant sur les berges de la rivière Sanzu dans les enfers bouddhiques. Près de la rivière, elle a deux fonctions principales.

## Légende
Dans le folklore japonais et principalement dans la doctrine de la Terre Pure du bouddhisme mahāyāna, quand un enfant meurt, son âme doit traverser la rivière Sanzu. Par tradition, un défunt peut traverser la rivière en trois points différents suivant la vie qu'il a vécue, s'acquittant d'un droit de passage de six pièces auprès du passeur. Cependant, puisque l'enfant n'a pas vécu suffisamment longtemps pour avoir assez de bonnes actions à faire valoir, il ne peut traverser la rivière. Sur les berges, l'âme de l'enfant décédé rencontre alors Datsue-ba, qui déshabille alors l'enfant et lui recommande de former un tas de galets suffisamment haut pour qu'il puisse atteindre le paradis,. Mais avant que le tas de galets monte assez haut, la vieille, avec l'aide de démons infernaux, renverse le tas. Le moine bodhisattva Ksitigarbha (nommé Jizō, divinité connue au Japon) sauve alors ces âmes condamnées à entasser des galets pour l'éternité sur la berge en les cachant dans sa robe.
Quand l'âme supposée traverser est celle d'un adulte, Datsue-ba arrache au pécheur ses vêtements. Son compagnon, le vieux démon Keneō, accroche ensuite ces lambeaux sur une branche qui, en se courbant sur l'eau de la rivière, montre dans le reflet la gravité des péchés de l'adulte. Si le pécheur arrive nu, Datsue-ba l'écorchera. Divers niveaux de punition sont alors appliqués dès ce stade. Pour un voleur, par exemple, elle lui brisera les doigts puis, avec l'aide de son compagnon, lui attachera la tête au niveau des pieds.
Selon certaines croyances, la Datsue-ba protègerait les enfants atteints de maladie respiratoire.

## Référence à la Datsue-ba
Dans le manga Kitaro le repoussant, un personnage de Datsue-ba, nommé Datsue-Babaa apparait.
La Datsue-ba apparait dans la série de jeux vidéos, Megami Tensei.
Un épisode du podcast La librairie Yokai est consacré à la Datsue-ba et à son compagnon Keneō.